# Stop-and-go penalty
Een stop-and-go penalty is een straf die voornamelijk gebruikt wordt in de autosport.
Een coureur kan deze straf krijgen bijvoorbeeld vanwege onfatsoenlijk weggedrag of te hard rijden in de pitsstraat). De stop-and-go penalty wordt aangeduid middels een bord bij de pitmuur (en ook via een mededeling aan de coureur via de teamradio). 
Als een coureur deze straf ontvangt, dient hij bij de eerstvolgende pitstop eerst de gegeven straftijd stil te staan, alvorens de pitcrew mag beginnen aan de werkzaamheden aan de auto. Indien de coureur geen pitstop meer hoeft te maken, wordt de straftijd van de penalty na afloop van de race opgeteld bij zijn eindtijd. Hierdoor kan de coureur alsnog posities verliezen.
De stop-and-go penalty is een strengere straf dan een drive-through penalty waarbij een rijder met een (maximaal) voorgeschreven snelheid door de pitstraat moet komen rijden.

## Andere sporten
Analoog kennen ook de triatlon- en duatlonsport eveneens een dergelijke sanctie in wedstrijden waarbij het stayeren is verboden.